# Campeonato Brasileiro Série A 2018
Die Campeonato Brasileiro Série A 2018 war die 62. Spielzeit der höchsten brasilianischen Fußballliga, der Série A.

## Saisonverlauf
Die Série A startete am 14. April 2018 in ihre neue Saison und endete am 2. Dezember 2018. Die Meisterschaft wurde im Ligamodus mit Hin- und Rückspiel jeder gegen jeden ausgetragen. Am Ende der Saison stiegen die Mannschaften auf den Plätzen 17 bis 20 in die Série B 2019 ab. Während in der nationalen Copa do Brasil in der 2018 ab dem Viertelfinale der Videobeweis eingeführt wurde, lehnten die Klubs dieses mehrheitlich für die Meisterschaft ab, was auch vom Verband CBF akzeptiert wurde. Als Neuerung wurde erlaubt, dass die Spiele künftig auch auf Kunstrasen ausgetragen werden dürfen. Diese müssen den Regularien der FIFA entsprechen.
Während der Austragung der Fußball-Weltmeisterschaft 2018 wurde der Spielbetrieb nach dem 12. Spieltag (13./14. Juli) ausgesetzt und am 18. Juli wieder aufgenommen. Für die Länderspiele im September und Oktober wurde keine Unterbrechung des Spielplans vorgesehen.
Am 29. Spieltag der Saison vom 13. bis 15. Oktober wurde mit rosa Bällen gespielt, um für den Outubro Rosa (rosa Oktober) zu werben, einer Aktion des Brustkrebsmonats Oktober.

## Qualifikation für internationale Wettbewerbe
Aus der Brasilianische Liga qualifizieren sich die besten sechs Klubs aus der Liga plus dem Pokalsieger für die Copa Libertadores 2019. Die Plätze sechs bis elf nehmen an der Copa Sudamericana 2019 teil.

## Tabelle
Bei Punktgleichheit in der Tabelle ergeben folgende Kriterien die Platzierung:
1. Anzahl Siege
2. Tordifferenz
3. Anzahl erzielter Tore
4. Direkter Vergleich
5. Anzahl Rote Karten
6. Anzahl Gelbe Karten
7. Auslosung

| Pl. | Verein               | Sp. | S  | U  | N  | Tore    | Diff. | Punkte |
| --- | -------------------- | --- | -- | -- | -- | ------- | ----- | ------ |
| 1.  | SE Palmeiras         | 38  | 23 | 11 | 4  | 064:260 | +38   | 80     |
| 2.  | CR Flamengo          | 38  | 21 | 9  | 8  | 059:290 | +30   | 72     |
| 3.  | SC Internacional (N) | 38  | 19 | 12 | 7  | 051:290 | +22   | 69     |
| 4.  | Grêmio FBPA          | 38  | 18 | 12 | 8  | 048:270 | +21   | 66     |
| 5.  | FC São Paulo         | 38  | 16 | 15 | 7  | 046:340 | +12   | 63     |
| 6.  | Atlético Mineiro     | 38  | 17 | 8  | 13 | 056:430 | +13   | 59     |
| 7.  | Athletico Paranaense | 38  | 16 | 9  | 13 | 054:370 | +17   | 57     |
| 8.  | Cruzeiro EC          | 38  | 14 | 11 | 13 | 034:340 | ±0    | 53     |
| 9.  | Botafogo FR          | 38  | 13 | 12 | 13 | 038:460 | −8    | 51     |
| 10. | FC Santos            | 38  | 13 | 11 | 14 | 046:400 | +6    | 50     |
| 11. | EC Bahia             | 38  | 12 | 12 | 14 | 039:410 | −2    | 48     |
| 12. | Fluminense FC        | 38  | 12 | 9  | 17 | 032:460 | −14   | 45     |
| 13. | SC Corinthians (M)   | 38  | 11 | 11 | 16 | 034:350 | −1    | 44     |
| 14. | Chapecoense          | 38  | 11 | 11 | 16 | 034:500 | −16   | 44     |
| 15. | Ceará SC (N)         | 38  | 10 | 14 | 14 | 032:380 | −6    | 44     |
| 16. | CR Vasco da Gama     | 38  | 10 | 13 | 15 | 041:480 | −7    | 43     |
| 17. | Sport Recife         | 38  | 11 | 9  | 18 | 035:570 | −22   | 42     |
| 18. | América Mineiro (N)  | 38  | 10 | 10 | 18 | 030:470 | −17   | 40     |
| 19. | EC Vitória           | 38  | 9  | 10 | 19 | 036:630 | −27   | 37     |
| 20. | Paraná Clube (N)     | 38  | 4  | 11 | 23 | 018:570 | −39   | 23     |

| (M) | Meister des Vorjahres    |
| (N) | Aufsteiger des Vorjahres |

## Kreuztabelle
| 2018          | AMG | CAM | APR | BAH | BOT | CEA | CHA | COR | CRU | FLA | FLU | GRE | INT | PAL | PAR | SAN | SPO | SPT | VAS | VIT |
| ------------- | --- | --- | --- | --- | --- | --- | --- | --- | --- | --- | --- | --- | --- | --- | --- | --- | --- | --- | --- | --- |
| América       | -   | 1:3 | 3:1 | 1:0 | 1:0 | 0:0 | 0:0 | 0:0 | 1:2 | 2:2 | 0:0 | 1:1 | 2:1 | 0:0 | 0:1 | 2:1 | 1:3 | 3:0 | 2:1 | 2:1 |
| Atlético (MG) | 0:0 | -   | 3:1 | 1:0 | 1:0 | 2:1 | 3:3 | 1:0 | 1:0 | 0:1 | 5:2 | 0:1 | 0:1 | 1:1 | 2:0 | 3:1 | 1:0 | 5:2 | 0:0 | 2:1 |
| Atlético (PR) | 4:0 | 1:2 | -   | 2:0 | 2:1 | 2:2 | 5:1 | 1:0 | 2:0 | 3:0 | 3:1 | 2:1 | 2:2 | 1:3 | 2:0 | 2:0 | 0:1 | 4:0 | 1:0 | 4:0 |
| Bahia         | 1:0 | 2:2 | 0:0 | -   | 3:3 | 2:1 | 1:0 | 1:0 | 0:0 | 0:0 | 2:0 | 0:2 | 0:1 | 1:1 | 2:0 | 1:0 | 2:2 | 2:0 | 3:0 | 4:1 |
| Botafogo      | 1:0 | 0:3 | 2:0 | 0:1 | -   | 0:0 | 1:0 | 1:0 | 1:1 | 2:1 | 2:1 | 2:1 | 1:0 | 1:1 | 2:1 | 0:0 | 2:2 | 2:0 | 1:1 | 1:1 |
| Ceará         | 2:2 | 2:1 | 0:0 | 0:2 | 0:0 | -   | 3:1 | 2:1 | 0:1 | 0:3 | 1:0 | 0:1 | 1:1 | 2:2 | 1:0 | 1:1 | 0:0 | 1:0 | 0:0 | 2:0 |
| Chapecoense   | 1:0 | 1:0 | 2:1 | 1:1 | 0:1 | 2:0 | -   | 2:1 | 2:0 | 3:2 | 1:2 | 1:1 | 2:1 | 1:2 | 1:1 | 0:0 | 1:0 | 2:1 | 1:1 | 0:1 |
| Corinthians   | 1:0 | 1:1 | 0:0 | 2:1 | 2:0 | 1:1 | 0:0 | -   | 2:0 | 0:3 | 2:1 | 0:1 | 1:1 | 1:0 | 1:0 | 1:1 | 1:1 | 2:1 | 1:0 | 0:0 |
| Cruzeiro      | 3:1 | 0:0 | 2:1 | 1:1 | 1:0 | 0:2 | 3:0 | 1:0 | -   | 0:2 | 2:1 | 0:1 | 0:0 | 1:0 | 3:1 | 2:1 | 0:2 | 2:0 | 1:1 | 3:0 |
| Flamengo      | 2:0 | 2:1 | 1:2 | 2:0 | 2:0 | 0:1 | 2:0 | 1:0 | 1:0 | -   | 3:0 | 2:0 | 2:0 | 1:1 | 2:0 | 1:0 | 0:1 | 4:1 | 1:1 | 1:0 |
| Fluminense    | 1:0 | 1:0 | 2:0 | 1:1 | 1:0 | 0:0 | 3:1 | 1:0 | 1:0 | 0:2 | -   | 0:1 | 0:3 | 1:0 | 4:0 | 0:1 | 1:1 | 0:0 | 0:1 | 0:0 |
| Grêmio        | 1:0 | 2:0 | 0:0 | 2:2 | 4:0 | 3:2 | 2:0 | 1:0 | 1:1 | 2:0 | 0:0 | -   | 0:0 | 0:2 | 2:0 | 5:1 | 2:1 | 3:4 | 2:1 | 4:0 |
| Internacional | 2:0 | 1:2 | 2:1 | 2:0 | 3:0 | 1:0 | 3:0 | 2:1 | 0:0 | 2:1 | 2:0 | 1:0 | -   | 0:0 | 1:0 | 2:2 | 3:1 | 0:0 | 3:1 | 2:1 |
| Palmeiras     | 4:0 | 3:2 | 2:0 | 3:0 | 2:0 | 2:1 | 0:0 | 1:0 | 3:1 | 1:1 | 3:0 | 2:0 | 1:0 | -   | 3:0 | 3:2 | 3:1 | 2:3 | 1:0 | 3:2 |
| Paraná        | 1:0 | 0:1 | 0:0 | 1:0 | 1:1 | 0:1 | 1:1 | 0:4 | 1:1 | 0:4 | 2:1 | 0:0 | 1:1 | 1:1 | -   | 0:2 | 1:1 | 1:2 | 1:1 | 1:1 |
| Santos        | 0:1 | 3:2 | 1:0 | 2:0 | 1:1 | 2:0 | 0:1 | 1:0 | 0:1 | 1:1 | 3:0 | 0:0 | 1:2 | 1:1 | 3:1 | -   | 0:0 | 3:0 | 1:1 | 5:2 |
| São Paulo     | 1:1 | 2:2 | 0:0 | 1:0 | 3:2 | 1:0 | 2:0 | 3:1 | 1:0 | 2:2 | 1:1 | 1:1 | 0:0 | 0:2 | 1:0 | 1:0 | -   | 0:0 | 2:1 | 3:0 |
| Sport Recife  | 0:2 | 3:2 | 1:0 | 2:0 | 1:1 | 1:0 | 1:1 | 1:1 | 0:0 | 0:1 | 1:2 | 0:0 | 2:1 | 0:1 | 1:0 | 2:1 | 1:3 | -   | 2:1 | 0:0 |
| Vasco         | 4:1 | 2:1 | 1:1 | 2:1 | 1:2 | 1:1 | 3:1 | 1:4 | 2:0 | 1:1 | 1:1 | 1:0 | 1:1 | 0:1 | 1:0 | 0:3 | 2:0 | 3:2 | -   | 2:3 |
| Vitória       | 1:0 | 1:0 | 1:2 | 2:2 | 3:4 | 2:1 | 1:0 | 2:2 | 1:1 | 2:2 | 1:2 | 0:0 | 2:3 | 0:3 | 1:0 | 0:1 | 0:1 | 1:0 | 1:0 | -   |

## Platzierungsverlauf
| Spieltag / Mannschaft | 1  | 2  | 3  | 4  | 5  | 6  | 7  | 8  | 9  | 10 | 11 | 12 | 13 | 14 | 15 | 16 | 17 | 18 | 19 | 20 | 21 | 22 | 23 | 24 | 25 | 26 | 27 | 28 | 29 | 30 | 31 | 32 | 33 | 34 | 35 | 36 | 37 | 38 |
| Spieltag / Mannschaft |    |    |    |    |    |    |    |    |    |    |    |    |    |    |    |    |    |    |    |    |    |    |    |    |    |    |    |    |    |    |    |    |    |    |    |    |    |    |
| --------------------- | -- | -- | -- | -- | -- | -- | -- | -- | -- | -- | -- | -- | -- | -- | -- | -- | -- | -- | -- | -- | -- | -- | -- | -- | -- | -- | -- | -- | -- | -- | -- | -- | -- | -- | -- | -- | -- | -- |
| América Mineiro       | 2  | 8  | 3  | 9  | 10 | 6  | 11 | 12 | 11 | 11 | 13 | 13 | 16 | 17 | 15 | 10 | 10 | 11 | 10 | 10 | 9  | 12 | 9  | 11 | 12 | 13 | 13 | 13 | 15 | 16 | 16 | 18 | 19 | 19 | 17 | 18 | 17 | 18 |
| Atl. Mineiro          | 14 | 11 | 4  | 6  | 3  | 1  | 3  | 8  | 10 | 4  | 2  | 2  | 3  | 5  | 3  | 4  | 5  | 5  | 5  | 6  | 6  | 6  | 6  | 5  | 6  | 6  | 6  | 6  | 6  | 6  | 6  | 6  | 6  | 6  | 6  | 6  | 6  | 6  |
| Atl. Paranaense       | 1  | 2  | 5  | 11 | 15 | 17 | 17 | 13 | 16 | 17 | 17 | 18 | 18 | 19 | 18 | 18 | 18 | 19 | 18 | 18 | 16 | 9  | 13 | 14 | 11 | 10 | 11 | 10 | 8  | 8  | 8  | 9  | 7  | 8  | 7  | 7  | 7  | 7  |
| Bahía                 | 17 | 13 | 13 | 15 | 17 | 18 | 15 | 17 | 18 | 19 | 18 | 17 | 17 | 13 | 12 | 15 | 15 | 12 | 11 | 11 | 15 | 14 | 11 | 13 | 14 | 15 | 14 | 14 | 13 | 11 | 12 | 11 | 11 | 10 | 11 | 11 | 11 | 11 |
| Botafogo              | 12 | 14 | 6  | 12 | 6  | 11 | 12 | 14 | 12 | 12 | 12 | 9  | 10 | 12 | 11 | 11 | 11 | 10 | 12 | 12 | 11 | 15 | 15 | 15 | 15 | 12 | 12 | 12 | 12 | 13 | 15 | 14 | 12 | 11 | 9  | 9  | 9  | 9  |
| Ceará SC              | 18 | 16 | 19 | 18 | 19 | 19 | 19 | 19 | 20 | 20 | 20 | 20 | 20 | 20 | 20 | 20 | 19 | 18 | 19 | 19 | 19 | 19 | 18 | 18 | 17 | 18 | 15 | 17 | 17 | 14 | 13 | 15 | 14 | 16 | 14 | 15 | 13 | 15 |
| Chapecoense           | 20 | 18 | 16 | 17 | 14 | 16 | 18 | 15 | 14 | 16 | 14 | 14 | 14 | 14 | 17 | 16 | 16 | 13 | 14 | 15 | 17 | 18 | 19 | 19 | 16 | 17 | 18 | 16 | 18 | 18 | 17 | 19 | 17 | 17 | 18 | 16 | 16 | 14 |
| Corinthians           | 5  | 1  | 2  | 3  | 2  | 3  | 6  | 3  | 8  | 9  | 9  | 10 | 8  | 8  | 8  | 7  | 7  | 7  | 7  | 8  | 8  | 8  | 8  | 10 | 8  | 8  | 9  | 11 | 11 | 12 | 11 | 12 | 13 | 13 | 12 | 12 | 12 | 13 |
| Cruzeiro              | 16 | 19 | 18 | 14 | 8  | 13 | 10 | 7  | 2  | 5  | 8  | 8  | 6  | 4  | 6  | 8  | 8  | 8  | 8  | 7  | 7  | 7  | 7  | 7  | 7  | 7  | 7  | 9  | 10 | 10 | 9  | 8  | 9  | 7  | 8  | 8  | 8  | 8  |
| Flamengo              | 9  | 3  | 1  | 1  | 1  | 2  | 1  | 1  | 1  | 1  | 1  | 1  | 1  | 1  | 1  | 1  | 2  | 2  | 3  | 3  | 3  | 3  | 4  | 4  | 4  | 4  | 5  | 3  | 3  | 2  | 2  | 3  | 3  | 3  | 2  | 2  | 2  | 2  |
| Fluminense            | 13 | 12 | 11 | 7  | 9  | 5  | 2  | 4  | 9  | 10 | 11 | 12 | 12 | 11 | 9  | 9  | 9  | 9  | 9  | 9  | 10 | 11 | 12 | 9  | 10 | 9  | 10 | 8  | 9  | 9  | 10 | 10 | 10 | 12 | 13 | 13 | 14 | 12 |
| Grêmio                | 8  | 6  | 12 | 4  | 4  | 8  | 5  | 9  | 3  | 7  | 4  | 5  | 4  | 7  | 4  | 5  | 4  | 4  | 4  | 4  | 5  | 4  | 5  | 6  | 5  | 5  | 4  | 5  | 5  | 5  | 5  | 5  | 4  | 4  | 4  | 4  | 4  | 4  |
| Internacional         | 5  | 10 | 10 | 13 | 16 | 10 | 8  | 5  | 5  | 8  | 5  | 4  | 5  | 3  | 5  | 3  | 3  | 3  | 2  | 2  | 2  | 2  | 1  | 1  | 2  | 3  | 2  | 2  | 2  | 3  | 3  | 2  | 2  | 2  | 3  | 3  | 3  | 3  |
| Palmeiras             | 11 | 5  | 8  | 2  | 5  | 4  | 7  | 10 | 7  | 3  | 6  | 6  | 7  | 6  | 7  | 6  | 6  | 6  | 6  | 5  | 4  | 5  | 3  | 3  | 3  | 2  | 1  | 1  | 1  | 1  | 1  | 1  | 1  | 1  | 1  | 1  | 1  | 1  |
| Paraná Clube          | 15 | 20 | 20 | 20 | 20 | 20 | 20 | 20 | 19 | 18 | 19 | 18 | 19 | 18 | 19 | 19 | 20 | 20 | 20 | 20 | 20 | 20 | 20 | 20 | 20 | 20 | 20 | 20 | 20 | 20 | 20 | 20 | 20 | 20 | 20 | 20 | 20 | 20 |
| Santos                | 3  | 9  | 15 | 16 | 13 | 15 | 16 | 18 | 15 | 15 | 16 | 15 | 15 | 15 | 16 | 17 | 17 | 17 | 13 | 13 | 12 | 10 | 10 | 8  | 9  | 11 | 8  | 7  | 7  | 7  | 7  | 7  | 8  | 9  | 10 | 10 | 10 | 10 |
| São Paulo             | 7  | 7  | 7  | 10 | 12 | 7  | 4  | 2  | 4  | 6  | 3  | 3  | 2  | 2  | 2  | 2  | 1  | 1  | 1  | 1  | 1  | 1  | 2  | 2  | 1  | 1  | 3  | 4  | 4  | 4  | 4  | 4  | 5  | 5  | 5  | 5  | 5  | 5  |
| Sport Recife          | 19 | 17 | 14 | 8  | 11 | 12 | 9  | 6  | 6  | 2  | 7  | 7  | 9  | 10 | 13 | 13 | 12 | 14 | 16 | 16 | 18 | 17 | 17 | 17 | 19 | 19 | 19 | 19 | 19 | 19 | 18 | 16 | 16 | 15 | 16 | 17 | 18 | 17 |
| Vasco                 | 6  | 4  | 9  | 5  | 7  | 9  | 13 | 11 | 13 | 13 | 10 | 11 | 11 | 9  | 10 | 12 | 13 | 15 | 15 | 14 | 13 | 16 | 16 | 16 | 18 | 16 | 16 | 15 | 14 | 15 | 14 | 13 | 15 | 14 | 15 | 14 | 15 | 16 |
| Vitória               | 10 | 15 | 17 | 19 | 18 | 14 | 14 | 16 | 17 | 14 | 15 | 16 | 13 | 16 | 14 | 14 | 14 | 16 | 17 | 17 | 14 | 13 | 14 | 12 | 13 | 14 | 17 | 18 | 16 | 17 | 19 | 17 | 18 | 18 | 19 | 19 | 19 | 19 |

## Torschützenliste
| Pl. | Nat.        | Spieler          | Klub                 | Tore | Elfmeter |
| --- | ----------- | ---------------- | -------------------- | ---- | -------- |
| 1   | Brasilianer | Gabriel Barbosa  | FC Santos            | 18   | 2        |
| 2   | Brasilianer | Ricardo Oliveira | Atlético Mineiro     | 13   | 0        |
| 3   | Brasilianer | Pablo            | Athletico Paranaense | 12   | 0        |
|     | Brasilianer | Diego Souza      | FC São Paulo         | 12   | 0        |
| 5   | Uruguayer   | Nicolás López    | SC Internacional     | 11   | 2        |
|     | Brasilianer | Leandro Pereira  | Chapecoense          | 11   | 2        |
| 7   | Brasilianer | Pedro            | Fluminense FC        | 10   | 0        |
|     | Brasilianer | Lucas Paquetá    | CR Flamengo          | 10   | 0        |
|     | Brasilianer | Leandro Damião   | SC Internacional     | 10   | 1        |
|     | Brasilianer | Everton          | Grêmio FBPA          | 10   | 0        |
|     | Brasilianer | Willian          | SE Palmeiras         | 10   | 0        |
|     | Brasilianer | Yago Pikachu     | CR Vasco da Gama     | 10   | 5        |

### Hattrick
| Spieler         | Klub           | Gegner           | Ergebnis | erzielte Tore | Spieltag | Quelle |
| --------------- | -------------- | ---------------- | -------- | ------------- | -------- | ------ |
| Rodrygo         | FC Santos      | EC Vitória       | 5:2      | 22′, 26′, 31′ | 9.       | [ 5 ]  |
| Ángel Romero    | SC Corinthians | CR Vasco da Gama | 1:4      | 48′, 57′, 92′ | 16.      | [ 6 ]  |
| Gabriel Barbosa | FC Santos      | CR Vasco da Gama | 0:3      | 5′, 67′, 82′  | 22.      | [ 7 ]  |

|  | Alle Tore in einer Halbzeit, lupenreiner Hattrick |

## Vorlagengeberliste
| Pl. | Nat.         | Spieler                | Verein               | Vorlagen | Tore | Spiele |
| --- | ------------ | ---------------------- | -------------------- | -------- | ---- | ------ |
| 1   | Brasilianer  | Dudu                   | SE Palmeiras         | 14       | 7    | 31     |
| 2   | Kolumbianer  | Yimmi Chará            | Atlético Mineiro     | 7        | 1    | 22     |
| 3   | Brasilianer  | Ricardo Oliveira       | Atlético Mineiro     | 6        | 13   | 35     |
| 4   | Uruguayer    | Nicolás López          | SC Internacional     | 6        | 11   | 35     |
| 5   | Ecuadorianer | Juan Cazares           | Athletico Paranaense | 6        | 8    | 31     |
| 6   | Brasilianer  | Raphael Veiga          | Athletico Paranaense | 6        | 7    | 31     |
| 7   | Uruguayer    | Giorgian De Arrascaeta | Cruzeiro EC          | 6        | 6    | 20     |
| 8   | Brasilianer  | Éverton                | FC São Paulo         | 6        | 5    | 27     |
| 9   | Brasilianer9 | Nikão                  | Athletico Paranaense | 6        | 2    | 32     |
| 10  | Brasilianer  | Luan Vieira            | Grêmio FBPA          | 6        | 1    | 18     |

## Die Meistermannschaft
Genannt wurden alle Spieler, die mindestens einmal im Kader standen. Die Zahlen in Klammern weisen die Anzahl der Einsätze und Tore aus.
| 10. Titel | SE Palmeiras |
|           | - Tor: Wéverton (23/0), Jailson (13/0), Fernando Prass (3/0), Matheus (0/0), Anderson (0/0) - Abwehr: Diogo (20/0), Edu Dracena (20/2), Victor Luis (22/1), Gustavo Gómez (14/2), Marcos Rocha (20/1), Nicolás Freire (0/0), Luan Cândido (0/0), Antônio Carlos (22/1), Pedro Henrique (0/0), Luan Garcia (16/2), Mayke (20/0) - Mittelfeld: Vitinho (0/0), Léo Passo (0/0), Gabriel Furtado (0/0), Gustavo Scarpa (12/2), Moisés (28/2), Lucas Lima (34/5), Bruno Henrique (33/9), Hyoran (24/3), Thiago Santos (23/1), Alejandro Guerra (9/1), Felipe Melo (29/2), Jean (18/0) - Angriff: Miguel Borja (16/3), Rafael Papagaio (2/0), Artur (5/0), Yan (0/0), Deyverson (26/9), Willian (32/10), Dudu (31/7) |

## Auszeichnungen

### Bola de Ouro und Bola de Prata
Am Ende der Saison erhielt Dudu den Bola de Ouro der Sportzeitschrift Placar als bester Spieler der Meisterschaft. Placar ehrte auch seine Mannschaft des Jahres mit dem Bola de Prata. Dieses waren:
- Tor: Wéverton (Palmeiras)
- Abwehr: Mayke (Palmeiras), Víctor Cuesta (Internacional), Pedro Geromel (Grêmio), Renê (Flamengo)
- Mittelfeld: Rodrigo Dourado (Internacional), Bruno Henrique (Palmeiras), Lucas Paquetá (Flamengo)
- Angriff: Everton (Grêmio), Dudu (Palmeiras), Gabriel Barbosa (Santos)

### Prêmio Craque do Brasileirão
Die Preise des Prêmio Craque do Brasileirão vom nationalen Verband CBF und dem Fernsehsender Rede Globo gingen an:
- Bester Spieler: Dudu (Palmeiras)
- Tor: Marcelo Lomba (Internacional)
- Abwehr: Mayke (Palmeiras), Víctor Cuesta (Internacional), Pedro Geromel (Grêmio), Renê (Flamengo)
- Mittelfeld: Rodrigo Dourado (Internacional), Bruno Henrique (Palmeiras), Lucas Paquetá (Flamengo), Giorgian De Arrascaeta (Cruzeiro)
- Angriff: Dudu (Palmeiras), Gabriel Barbosa (Santos)
- Schönstes Tor: Éverton Ribeiro (Flamengo)
- Torschützenkönig: Gabriel Barbosa (Santos) (18 Tore)
- Wahl der Fans: Gustavo Cuéllar (Flamengo)
- Entdeckung des Jahres: Pedro (Fluminense)
- Bester Trainer: Luiz Felipe Scolari (Palmeiras)
- Bester Schiedsrichter: Raphael Claus

## Zu Länderspielen abgestellte Spieler

### Zur WM abgestellte Spieler
Nachstehende Spieler wurden zur WM 2018 berufen.
| Name                   | Klub             | Nationalmannschaft | Ergebnis        | Anzahl der Spiele | Tor | Gelbe Karte | Gelb-Rote Karte | Rote Karte |
| ---------------------- | ---------------- | ------------------ | --------------- | ----------------- | --- | ----------- | --------------- | ---------- |
| Cássio                 | SC Corinthians   | Brasilien          | Viertelfinale   |                   |     |             |                 |            |
| Fagner                 | SC Corinthians   | Brasilien          | Viertelfinale   | 4                 |     | 1           |                 |            |
| Pedro Geromel          | Grêmio FBPA      | Brasilien          | Viertelfinale   |                   |     |             |                 |            |
| Miguel Borja           | SE Palmeiras     | Kolumbien          | Achtelfinale    | 1                 |     |             |                 |            |
| Christian Cueva        | FC São Paulo     | Peru               | 3. Gruppenphase | 3                 |     |             |                 |            |
| Paolo Guerrero         | CR Flamengo      | Peru               | 3. Gruppenphase | 3                 | 1   | 1           |                 |            |
| Miguel Trauco          | CR Flamengo      | Peru               | 3. Gruppenphase | 3                 |     |             |                 |            |
| Giorgian De Arrascaeta | Cruzeiro EC      | Uruguay            | Viertelfinale   | 2                 |     |             |                 |            |
| Martín Silva           | CR Vasco da Gama | Uruguay            | Viertelfinale   |                   |     |             |                 |            |

### Zu anderen Länderspielen abgestellte Spieler
Für die Länderspiele am 7. und 11. September 2018  stellten die Klubs nachstehende Spieler ab. Dieses betraf die Spieltage 23 und 24.
| Name            | Klub             | Anzahl der Spiele | Tor | Gelbe Karte | Gelb-Rote Karte | Rote Karte |
| --------------- | ---------------- | ----------------- | --- | ----------- | --------------- | ---------- |
| Robert Arboleda | FC São Paulo     | 2                 |     |             |                 |            |
| Yimmi Chará     | Atlético Mineiro | 1                 | 1   |             |                 |            |
| Gustavo Cuéllar | CR Flamengo      | 1                 |     |             |                 |            |
| Dedé            | Cruzeiro EC      | 2                 |     |             |                 |            |
| Everton         | Grêmio FBPA      | 2                 |     |             |                 |            |

| Name             | Klub        | Anzahl der Spiele | Tor | Gelbe Karte | Gelb-Rote Karte | Rote Karte |
| ---------------- | ----------- | ----------------- | --- | ----------- | --------------- | ---------- |
| Hugo Souza       | CR Flamengo | 0                 |     |             |                 |            |
| Walter Kannemann | Grêmio FBPA | 1                 |     |             |                 |            |
| Lucas Paquetá    | CR Flamengo | 2                 |     |             |                 |            |
| Carlos Sánchez   | FC Santos   | 0                 |     |             |                 |            |
| Junior Sornoza   | CR Flamengo | 1                 |     |             |                 |            |
| Miguel Trauco    | CR Flamengo | 2                 |     |             |                 |            |

Für die Länderspiele vom 11. bis 16. Oktober 2018 stellten die Klubs nachstehende Spieler ab. Dieses betraf die Spieltage 28 und 29.
Die Mannschaft von Paraguay bestritt keine Spiele, sondern nur ein Trainingslager.
| Name                   | Klub             | Anzahl der Spiele | Tor | Gelbe Karte | Gelb-Rote Karte | Rote Karte |
| ---------------------- | ---------------- | ----------------- | --- | ----------- | --------------- | ---------- |
| Robert Arboleda        | FC São Paulo     | 2                 | 1   |             |                 |            |
| Giorgian De Arrascaeta | Cruzeiro EC      | 1                 |     |             |                 |            |
| Miguel Borja           | SE Palmeiras     | 2                 |     |             |                 |            |
| Yimmi Chará            | Atlético Mineiro | 1                 |     |             |                 |            |
| Sergio Díaz            | SC Corinthians   | 0                 |     |             |                 |            |
| Gustavo Gómez          | SE Palmeiras     | 0                 |     |             |                 |            |
| Derlis González        | FC Santos        | 0                 |     |             |                 |            |

| Name                  | Klub             | Anzahl der Spiele | Tor | Gelbe Karte | Gelb-Rote Karte | Rote Karte |
| --------------------- | ---------------- | ----------------- | --- | ----------- | --------------- | ---------- |
| Walter Kannemann      | Grêmio FBPA      | 1                 |     |             |                 |            |
| Phelipe Megiolaro     | Grêmio FBPA      | 0                 |     |             |                 |            |
| Robert Piris Da Motta | CR Flamengo      | 0                 |     |             |                 |            |
| Ángel Romero          | SC Corinthians   | 0                 |     |             |                 |            |
| Martín Silva          | CR Vasco da Gama | 0                 |     |             |                 |            |
| Junior Sornoza        | Fluminense FC    | 1                 |     |             |                 |            |
| Miguel Trauco         | CR Flamengo      | 1                 |     |             |                 |            |

Für die Länderspiele vom 14. bis 21. November 2018 stellten die Klubs nachstehende Spieler ab. Dieses betraf die Spieltage 34 und 35.
| Name                   | Klub        | Anzahl der Spiele | Tor | Gelbe Karte | Gelb-Rote Karte | Rote Karte |
| ---------------------- | ----------- | ----------------- | --- | ----------- | --------------- | ---------- |
| Gabriel Brazão         | Cruzeiro EC | 0                 |     |             |                 |            |
| Giorgian De Arrascaeta | Cruzeiro EC | 1                 |     |             |                 |            |
| Dedé                   | Cruzeiro EC | 0                 |     |             |                 |            |
| Derlis González        | FC Santos   | 1                 |     |             |                 |            |
| Walter Kannemann       | Grêmio FBPA | 1                 |     | 1           |                 |            |

| Name           | Klub             | Anzahl der Spiele | Tor | Gelbe Karte | Gelb-Rote Karte | Rote Karte |
| -------------- | ---------------- | ----------------- | --- | ----------- | --------------- | ---------- |
| Bryan Ruiz     | FC Santos        | 2                 |     |             |                 |            |
| Ángel Romero   | SC Corinthians   | 1                 |     |             |                 |            |
| Carlos Sánchez | FC Santos        | 0                 |     |             |                 |            |
| Martín Silva   | CR Vasco da Gama | 0                 |     |             |                 |            |
| Miguel Trauco  | CR Flamengo      | 2                 |     |             |                 |            |

## Stadien, Ausrüster, Sponsor
| Name                 | Ort            | Staat             | Stadion                 | Kapazität | Platz 2017  | Meistertitel                                                    | Ausrüster    |
| -------------------- | -------------- | ----------------- | ----------------------- | --------- | ----------- | --------------------------------------------------------------- | ------------ |
| América Mineiro      | Belo Horizonte | Minas Gerais      | Estádio Independência   | 23.018    | 1. Série B  | 0                                                               | Lupo         |
| Atlético Mineiro     | Belo Horizonte | Minas Gerais      | Estádio Independência   | 23.018    | 9. Série A  | 1 (1971)                                                        | Topper       |
| Athletico Paranaense | Curitiba       | Paraná            | Arena da Baixada        | 42.370    | 11. Série A | 1 (2001)                                                        | Umbro        |
| EC Bahia             | Salvador       | Bahia             | Fonte Nova              | 50.025    | 12. Série A | 2 (1959, 1988)                                                  | Umbro        |
| Botafogo FR          | Rio de Janeiro | Rio de Janeiro    | Olímpico João Havelange | 44.661    | 10. Série A | 2 (1968, 1995)                                                  | Topper       |
| Ceará SC             | Fortaleza      | Ceará             | Castelão                | 63.903    | 3. Série B  | 0                                                               | Topper       |
| Chapecoense          | Chapecó        | Santa Catarina    | Arena Condá             | 15.765    | 8. Série A  | 0                                                               | Umbro        |
| SC Corinthians       | São Paulo      | São Paulo         | Arena Corinthians       | 47.605    | 1. Série A  | 7 (1990, 1998, 1999, 2005, 2011, 2015, 2017)                    | Nike         |
| Cruzeiro EC          | Belo Horizonte | Minas Gerais      | Mineirão                | 61.846    | 5. Série A  | 4 (1966, 2003, 2013, 2014)                                      | Umbro        |
| CR Flamengo          | Rio de Janeiro | Rio de Janeiro    | Luso-Brasiliero         | 20.000    | 6. Série A  | 5 (1980, 1982, 1983, 1992, 2009)                                | Adidas       |
| Fluminense FC        | Rio de Janeiro | Rio de Janeiro    | Maracanã                | 78.838    | 14. Série A | 4 (1970, 1984, 2010, 2012)                                      | Under Armour |
| Grêmio FBPA          | Porto Alegre   | Rio Grande do Sul | Arena do Grêmio         | 55.662    | 4. Série A  | 2 (1981, 1996)                                                  | Umbro        |
| SC Internacional     | Porto Alegre   | Rio Grande do Sul | Estádio Beira-Rio       | 50.128    | 2. Série B  | 3 (1975, 1976, 1979)                                            | Nike         |
| SE Palmeiras         | São Paulo      | São Paulo         | Allianz Parque          | 43.713    | 2. Série A  | 9 (1960, 1967 RGP, 1967 TB, 1969, 1972, 1973, 1993, 1994, 2016) | Adidas       |
| Paraná Clube         | Curitiba       | Paraná            | Vila Capanema           | 20.083    | 4. Série B  | 0                                                               | Topper       |
| FC Santos            | Santos         | São Paulo         | Vila Belmiro            | 16.068    | 3. Série A  | 8 (1961, 1962, 1963, 1964, 1965, 1968, 2002, 2004)              | Kappa        |
| FC São Paulo         | São Paulo      | São Paulo         | Morumbi                 | 72.039    | 13. Série A | 6 (1977, 1986, 1991, 2006, 2007, 2008)                          | Under Armour |
| Sport Recife         | Recife         | Pernambuco        | Ilha do Retiro          | 32.983    | 15. Série A | 1 (1987)                                                        | Adidas       |
| CR Vasco da Gama     | Rio de Janeiro | Rio de Janeiro    | São Januário            | 24.584    | 7. Série A  | 4 (1974, 1989, 1997, 2000)                                      | Diadora      |
| EC Vitória           | Salvador       | Bahia             | Barradão                | 35.5352   | 16. Série A | 0                                                               | Topper       |

## Trainerwechsel
Bis zum letzten Spieltag haben 17 von 20 Klubs ihren Trainer in der laufenden Saison ausgetauscht. Acht Klubs zweimal und einer dreimal.
| Klub                 | Gegangener Trainer    | Datum         | Spieltag | Tabellenposi. | Quelle | Neuer Trainer                  | Datum         | Quelle |
| -------------------- | --------------------- | ------------- | -------- | ------------- | ------ | ------------------------------ | ------------- | ------ |
| Sport Recife         | Nelsinho Baptista     | 24. April     | 2        | 17.           | [ 13 ] | Claudinei Oliveira             | 25. April     | [ 14 ] |
| Ceará SC             | Marcelo Chamusca      | 20. Mai       | 6        | 19.           | [ 15 ] | Jorginho                       | 20. Mai       | [ 16 ] |
| SC Corinthians       | Fábio Carille         | 22. Mai       | 6        | 3.            | [ 17 ] | Osmar Loss                     | 20. Mai       | [ 18 ] |
| CR Vasco da Gama     | Zé Ricardo            | 2. Juni       | 9        | 12.           | [ 19 ] | Jorginho                       | 6. Juni       | [ 20 ] |
| EC Bahia             | Guto Ferreira         | 3. Juni       | 9        | 18.           | [ 21 ] | Enderson Moreira               | 16. Juni      | [ 22 ] |
| Ceará SC             | Jorginho              | 4. Juni       | 9        | 20.           | [ 23 ] | Lisca                          | 4. Juni       | [ 24 ] |
| Fluminense FC        | Abel Braga            | 16. Juni      | 12       | 12.           | [ 25 ] | Marcelo Oliveira               | 22. Juni      | [ 26 ] |
| América Mineiro      | Enderson Moreira      | 16. Juni      | 12       | 13.           | [ 27 ] | Ricardo Drubscky               | 19. Juni      | [ 28 ] |
| Botafogo FR          | Alberto Valentim      | 19. Juni      | 12       | 9.            | [ 29 ] | Marcos Paquetá                 | 25. Juni      | [ 30 ] |
| Athletico Paranaense | Fernando Diniz        | 25. Juni      | 12       | 19.           | [ 31 ] | Tiago Nunes                    | 25. Juni      |        |
| FC Santos            | Jair Ventura          | 23. Juli      | 14       | 15.           | [ 32 ] | Cuca                           | 30. Juli      | [ 33 ] |
| América Mineiro      | Ricardo Drubscky      | 24. Juli      | 14       | 17.           | [ 34 ] | Adílson Batista                | 24. Juli      | [ 35 ] |
| SE Palmeiras         | Roger Machado Marques | 26. Juli      | 15       | 6.            | [ 36 ] | Luiz Felipe Scolari            | 26. Juli      | [ 37 ] |
| EC Vitória           | Vagner Mancini        | 29. Juli      | 16       | 13.           | [ 38 ] | Paulo César Carpegiani         | 14. August    | [ 39 ] |
| Botafogo FR          | Marcos Paquetá        | 1. August     | 16       | 11.           | [ 40 ] | Zé Ricardo                     | 4. August     | [ 41 ] |
| Chapecoense          | Gilson Kleina         | 6. August     | 17       | 16.           | [ 42 ] | Guto Ferreira                  | 7. August     | [ 43 ] |
| Sport Recife         | Claudinei Oliveira    | 12. August    | 18       | 14.           | [ 44 ] | Eduardo Baptista               | 15. August    | [ 45 ] |
| CR Vasco da Gama     | Jorginho              | 13. August    | 18       | 15.           | [ 46 ] | Alberto Valentim               | 26. August    | [ 47 ] |
| Paraná Clube         | Rogério Micale        | 14. August    | 18       | 20.           | [ 48 ] | Claudinei Oliveira             | 15. August    | [ 49 ] |
| SC Corinthians       | Osmar Loss            | 5. September  | 23       | 8.            | [ 50 ] | Jair Ventura                   | 6. September  | [ 51 ] |
| Sport Recife         | Eduardo Baptista      | 24. September | 26       | 19.           | [ 52 ] | Milton Mendes                  | 26. September | -      |
| CR Flamengo          | Maurício Barbieri     | 28. September | 26       | 4.            | [ 54 ] | Dorival Júnior                 | 28. September | [ 55 ] |
| Chapecoense          | Guto Ferreira         | 15. Oktober   | 29       | 17.           | [ 56 ] | Claudinei Oliveira             | 16. Oktober   | [ 57 ] |
| Paraná Clube         | Claudinei Oliveira    | 16. Oktober   | 29       | 20.           | [ 58 ] | Dado Cavalcanti                | 17. Oktober   | [ 59 ] |
| Atlético Mineiro     | Thiago Larghi         | 17. Oktober   | 29       | 6.            | [ 60 ] | Levir Culpi                    | 17. Oktober   | [ 61 ] |
| FC São Paulo         | Diego Aguirre         | 11. November  | 33       | 5.            | [ 62 ] | André Jardine                  | 25. November  | [ 63 ] |
| Fluminense FC        | Marcelo Oliveira      | 29. November  | 37       | 14.           | [ 64 ] | Fábio Moreno (Interimstrainer) |               |        |

## Zuschauer
Stand Saisonende

### Zuschauer per Klub-Heimspiel
Gewertet wurden nur die Eintritt zahlenden Zuschauer, sowie der Klub als Ausrichter.
| Pl. | Klub                 | Durchsch. | Gesamt  | Spieltage | Meisten | Wenigsten |
| --- | -------------------- | --------- | ------- | --------- | ------- | --------- |
| 1   | CR Flamengo          | 47.140    | 895.652 | 19        | 62.994  | 28.983    |
| 2   | FC São Paulo         | 34.321    | 652.098 | 19        | 58.624  | 11.327    |
| 3   | SE Palmeiras         | 32.357    | 614.776 | 19        | 41.256  | 23.236    |
| 4   | SC Corinthians       | 31.367    | 595.961 | 19        | 42.845  | 19.830    |
| 5   | Ceará SC             | 28.079    | 533.496 | 19        | 57.223  | 9.780     |
| 6   | SC Internacional     | 28.022    | 532.426 | 19        | 40.525  | 12.106    |
| 7   | Grêmio FBPA          | 22.264    | 423.019 | 19        | 48.035  | 12.165    |
| 8   | EC Bahia             | 19.315    | 366.991 | 19        | 31.059  | 12.479    |
| 9   | Atlético Mineiro     | 17.398    | 330.553 | 19        | 21.327  | 9.426     |
| 10  | CR Vasco da Gama     | 14.881    | 282.733 | 19        | 54.228  | 3.143     |
| 11  | Fluminense FC        | 14.459    | 274.720 | 19        | 60.000  | 4.004     |
| 12  | Cruzeiro EC          | 13.521    | 256.892 | 19        | 24.127  | 1.914     |
| 13  | Sport Recife         | 11.862    | 225.374 | 19        | 23.749  | 3.938     |
| 14  | Botafogo FR          | 11.570    | 219.824 | 19        | 27.660  | 4.759     |
| 15  | FC Santos            | 10.576    | 200.939 | 19        | 24.123  | 3.620     |
| 16  | Athletico Paranaense | 10.570    | 200.832 | 19        | 20.146  | 6.817     |
| 17  | Chapecoense          | 9.432     | 179.212 | 19        | 19.226  | 3.560     |
| 18  | EC Vitória           | 9.182     | 174.455 | 19        | 21.714  | 3.614     |
| 19  | Paraná Clube         | 6.223     | 118.236 | 19        | 25.076  | 931       |
| 20  | América Mineiro      | 4.898     | 93.057  | 19        | 10.294  | 3.230     |

### Die 10 meistbesuchten Spiele
| Pl. | Anzahl | Heim         | Ergebnis | Gast                 | Stadion        | Datum        | Spieltag | Quelle |
| --- | ------ | ------------ | -------- | -------------------- | -------------- | ------------ | -------- | ------ |
| 1   | 62.994 | Flamengo     | 1:2      | Athletico Paranaense | Maracanã       | 1. Dezember  | 38.      | [ 66 ] |
| 2   | 60.000 | Fluminense   | 0:2      | Flamengo             | Mané Garrincha | 7. Juni      | 10.      | [ 67 ] |
| 3   | 58.624 | FC São Paulo | 3:1      | Corinthians          | Morumbi        | 21. Juli     | 20.      | [ 68 ] |
| 4   | 58.613 | Flamengo     | 1:1      | Palmeiras            | Maracanã       | 27. Oktober  | 31.      | [ 69 ] |
| 5   | 57.323 | FC São Paulo | 1:0      | Ceará SC             | Morumbi        | 26. August   | 21.      | [ 70 ] |
| 6   | 57.223 | Ceará SC     | 0:0      | Vasco                | Castelão       | 2. Dezember  | 38.      | [ 71 ] |
| 7   | 56.694 | FC São Paulo | 0:2      | Palmeiras            | Morumbi        | 6. Oktober   | 28.      | [ 72 ] |
| 8   | 55.283 | Flamengo     | 2:0      | Internacional        | Maracanã       | 6. Mai       | 4.       | [ 73 ] |
| 9   | 55.147 | Flamengo     | 0:1      | Ceará SC             | Maracanã       | 2. September | 22.      | [ 74 ] |
| 10  | 54.526 | Flamengo     | 2:0      | Paraná Clube         | Maracanã       | 10. Juni     | 11.      | [ 75 ] |

### 10 wenigsten besuchten Spiele
| Pl. | Anzahl | Heim            | Ergebnis | Gast                 | Stadion               | Datum        | Spieltag | Quelle |
| --- | ------ | --------------- | -------- | -------------------- | --------------------- | ------------ | -------- | ------ |
| 1   | 931    | Paraná Clube    | 1:1      | Vitória              | Vila Capanema         | 4. November  | 32.      | [ 76 ] |
| 2   | 1.140  | Paraná Clube    | 0:1      | América Mineiro      | Vila Capanema         | 14. November | 34.      | [ 77 ] |
| 3   | 1.914  | Cruzeiro EC     | 3:0      | Vitória              | Mineirão              | 21. November | 36.      | [ 78 ] |
| 4   | 2.228  | Paraná Clube    | 1:1      | Internacional        | Vila Capanema         | 2. Dezember  | 38.      | [ 79 ] |
| 5   | 2.239  | Paraná Clube    | 1:1      | Chapecoense          | Vila Capanema         | 5. September | 23.      | [ 80 ] |
| 6   | 3.143  | Vasco           | 2:3      | Vitória              | Estádio São Januário  | 13. Mai      | 5.       | [ 81 ] |
| 7   | 3.210  | Paraná Clube    | 1:1      | Vasco                | Vila Capanema         | 1. Oktober   | 27.      | [ 82 ] |
| 8   | 3.217  | Paraná Clube    | 1:0      | América Mineiro      | Vila Capanema         | 22. Juli     | 14.      | [ 83 ] |
| 9   | 3.230  | América Mineiro | 3:0      | Sport Recife         | Estádio Independência | 15. April    | 1.       | [ 84 ] |
| 10  | 3.272  | América Mineiro | 3:1      | Athletico Paranaense | Estádio Independência | 3. Juni      | 9.       | [ 85 ] |